# موريس كوك
موريس كوك (بالإنجليزية: Maurice Cook)‏ (10 ديسمبر 1931 في المملكة المتحدة - 31 ديسمبر 2006) هو لاعب كركيت ولاعب كرة قدم بريطاني في مركز الهجوم. لعب مع نادي ريدنغ ونادي فولهام ونادي واتفورد وBanbury United F.C. ‏ وبركهامستد تاون ‏.

## وصلات خارجية
- موريس كوك على موقع قاعدة بيانات كرة القدم.إي يو (الإنجليزية)